# Sismo da Terceira de 1801
O sismo da Terceira de 1801 (ou terramoto de 1801 como é conhecido nos Açores) foi um sismo de grande intensidade que atingiu a parte leste da ilha Terceira, causando grandes danos na vila de São Sebastião e povoações vizinhas.